# Giardino botanico di Oropa
Il giardino botanico di Oropa si trova a 1200 m s.l.m. nel Alpi biellesi, in Piemonte, nei pressi del santuario di Oropa. Si trova all'interno dell'oasi WWF omonima di 1,7 ha, di cui fa parte anche una faggeta naturale, e rientra nel sistema delle oasi WWF.

## Storia
Il giardino botanico, di 10720 m², è stato istituito nel 1998 ed è stato affidato dal Comune di Biella in gestione al WWF biellese. Attualmente è affidato alla Cooperativa Clorofilla.
È nato grazie al contributo di Regione Piemonte, Provincia di Biella, Comune di Biella – Assessorato all'ambiente, Fondazione Cassa di Risparmio di Biella.
La L.R. 22/1998 della Regione Piemonte ha indicato il giardino botanico di Oropa come area di interesse botanico.

## Le collezioni
Le specie, sottospecie e varietà presenti nel giardino botanico di Oropa sono circa 500, suddivise per ambienti per facilitare la didattica. Le specie sono principalmente autoctone, in particolare sono presenti le specie spontanee del biellese e della conca di Oropa caratteristiche anche della riserva naturale speciale del Sacro Monte di Oropa, istituita con L.R. n.5 del 28 febbraio 2005.
È inoltre presente una sezione a roccere che presenta una collezione di piante ornamentali composta da specie montane provenienti da tutto il mondo.